# 片門ダム
片門ダム（かたかどダム）は、福島県河沼郡会津坂下町大字坂本にある一級河川阿賀野川水系只見川に建設されたダムである。

## 概要
日本発送電による「只見川筋水力開発計画概要」の一環として日本発送電の分社化後事業を継続した東北電力により只見川に4基建設されたダムの一つであり、1952年（昭和27年）に着工、1953年（昭和28年）に竣工した。只見川本流にあるダムの中では最も下流に位置する。すぐ下流側には磐越自動車道の只見川橋が架かっている。
ダムの右岸には片門発電所が設置され、最大57,000 kWの発電を行っている。
ダムのクレスト部には洪水吐として5門のローラーゲートがあり、発電所の取水口として6門のローラーゲートが設置されている。インクラインは設置されておらず、堤体にクレーンが設置されている。
2023年（令和5年）9月に只見川ダム施設群として土木学会選奨土木遺産に認定された。

## その他
- ダム天端は駐車場を兼ねた広場となっており、只見川流域の各ダムの位置図やダム、発電施設の断面図をはじめとした案内板が設置されているほか、片門地区と坂本地区を最短距離で結ぶ道路橋としても機能している。前述の広場より先は幅員制限1.5m、重量制限1.0トンと、事実上軽自動車しか通行することができないうえ、途中にクランク状の屈折があり、待避所も車両同士の離合には適さない大きさのため通行には注意を要する。
- 当ダムのダムカードは近隣にある道の駅あいづ 湯川・会津坂下で配布されている[3]。

## アクセス
- 磐越自動車道会津坂下インターチェンジより約5分。